# الهيئة المصرية العامة للكتاب
الهيئة المصرية العامة للكتاب هي هيئة حكومية مصرية تابعة لوزارة الثقافة، صدر قرار من رئيس جمهورية مصر العربية رقم 2826 لسنة 1971 بإنشاء هيئة عامة تسمى «الهيئة المصرية العامة للكتاب» مركزها مدينة القاهرة تكون لها الشخصية الاعتبارية، وتتبع وزارة الثقافة.
وكان يتبع الهيئة المصرية العامة للكتاب دار الكتب والوثائق القومية وانفصلت عنها عام 1993 بالقرار الجمهورى 176 لعام 1993. وتهدف الهيئة إلى المشاركة في التوجيه القومى وتنفيذ مسئوليات وزارة الثقافة.

## نشاط الهيئة
- يتطلب العمل في مجال الثقافة إسهام عدد كبير من المتخصصين من ذوى الكفاءات العالية في العديد من المجالات، وفي كل جانب من جوانب الإبداع، بما في ذلك تقديم الخدمات المكتبية والمعلوماتية لكل فئات الشعب بمختلف أعمارها ومن منطلق تأكيد الدور الثقافى الذي تنتهجه الهيئة المصرية العامة للكتاب ولا تزال منذ إنشائها، وتحقيقاً لبرنامجها الطموح نحو تلبية احتياجات روادها من الأداء الثقافى والاستمتاع الهادف تساهم الهيئة بجهود دائمة في نشر رسالة التنوير من خلال مؤسسة متكاملة للتأليف والنشر وتدور أعمال الهيئة في المحاور الآتية:[2]

1. التأليف
2. الترجمة
3. النشر وإصدار وطبع المجلات
4. الطباعة
5. التسويق

- وتهتم الهيئة اهتماماً بالغاً بالترجمة لما لها من أثر فاعل في نقل التراث الإنسانى العالمي في العلوم والفنون والآداب، الأمر الذي يمثل رافداً من روافد المعرفة وإثراء الفكر العربي مع العناية بوجه خاص بالكتب والمؤلفات التي تتناول مصر والعرب والإسلام والشرق بوجه عام هذا فضلاً عن إصدار الكتب باللغات الأجنبية التي تحمل تعريفاً بمصر وتقدم أروع الترجمات للأدب العربي من خلال سلسة الأدب المعاصر.
- وتقوم الهيئة بمسايرة التطوير الذي طرأ على المجتمع مما يستلزم ملاحقته بالمادة الثقافية والخدمات المتطورة لتلبية حاجة جمهور القراء والباحثين على السواء، وذلك من خلال عدة قطاعات تتعاون لتنفيذ هذه الرسالة الثقافية، مما جعل الهيئة صرحاً من صروح الثقافة العربية بل والعالمية.[2]